# Kapel van Sint-Jozef (Essenbeek)
Deze Sint-Jozefkapel bevindt zich in Essenbeek, een deelgemeente van Halle. De kapel bevindt zich op de hoek van de Keerstraat 19 en De Floere.

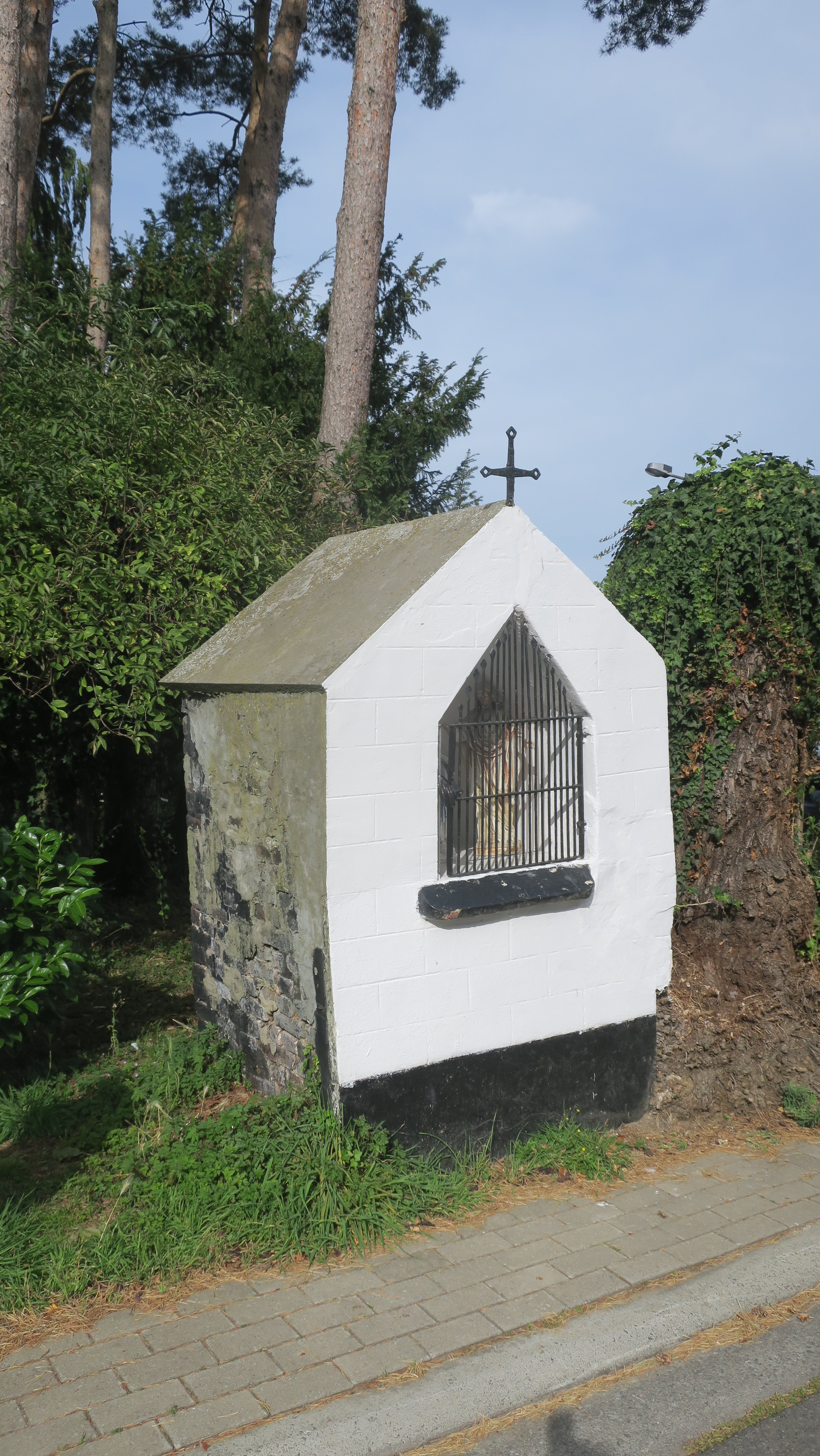

De huidige kapel werd wellicht gebouwd in de late 19e eeuw.
De bakstenen pijlerkapel is bedekt met een zadeldak, bekroond met een topkruis. De nis wordt afgesloten door een ijzeren hekje en heeft een dorpel in blauwe hardsteen. Heden (anno 2023) staat er een beeld van Onze-Lieve-Vrouw in de nis. 